# Каші Рао
Каші Рао (гінді काशीराव; 1767 — 1808) — магараджа князівства Індаур у 1797–1799 роках.

## Життєпис
Походив з династії Холкарів. Син Тукоджі Рао, субгедара і спадкоємця князівства Індаур. Народився 1767 року. Замолоду брав участь у військових кампаніях, але під час однієї з них отримав травму, внаслідок чого залишив військо. В результаті став більше полюбляли жінок та пиятику, чим налаштував проти себе частину знаті. Незважаючи на це 1795 року невдовзі як батько став новим магараджею, Каші Рао призначається спадкоємцем трону. 1796 року відбулася офіційна церемонія в Пуні.
1797 року після смерті Тукоджі Рао I перебрав владу в державі. Але невдовзі стикнувся з повстанням брата Малхар Рао, якого підтримали 2 інших брати, а також Нана Фарнавіс (фактичний правитель Держави маратхів). Останній здобув низку перемог, оголосивши себе магараджею (низка дослідників рахує його як Малхар Рао II). В свою чергу Каші Рао звернувся по допомогу до Даулат Рао Скіндії, магараджи Гваліору, який 14 вересня 1797 року завдав поразки Малхар Рао, що загинув в бою. Інші брати — Ясвант Рао та Вітходжі Рао втекли до Нагпуру і Колхапуру відповідно.
1798 року Ясвант Рао прибув до Дхару, де отримав допомогу місцевого раджи Анандрао Павара. Спочатку оголосив претензії на трон від імені Ханде Рао, сина загиблого Малхар Рао. Того також підтримав Мухаммад Амір-хан, командувач піндарів (найманіців) з Тонки. На бік повсталого стали переходити інші вояки Холкарів. Того ж року Шевеліер Дуддрес, якого Каші Рао відправив проти брата, зазнав поразки в битві поблизу Касравада. За цим супротивник зайняв місто Махешвар, що розташовувалося на іншому боці річки Нармада від столиці Індаур. Вже у лютому 1799 року Каші Рао зазнав повної поразки та втік з князівства. Ясвант Рао огоолосив себе магараджею замість небіжа.
Каші Рао знайшов допомогу в Нани Фарнавіса, що діяв спільно з Даулат Рао Скіндією. 1800 року почалася війна з Ясвант Рао I. У серпні 1801 року пешва Баджі Рао II оголосив Каші Рао визнаним магараджею Індауру. У відповідь війська Холкарів рушили на Пуну, де 25 жовтня 1802 року в битві біля Хадапсара війська пешви і Скіндії зазнали поразки. Баджі Рао II втекли до міста Бассейн, де останній уклав договір з Британською Ост-Індською компанією, що зрештою призвів до Другої англо-маратхської війни. Каші Рао під час втечі потрапив у полон.
Перебував під вартою у фортеці Асігарх до 1805 року. Потім за допомогою магараджи Гваліору намагався повернути владу, але марно. Згодом схоплений та запроторений до фортеці Гална. Зрештою 1808 року переведено до фортеці Шенва (в горах біля Чандору), де за наказом брата-магараджи було вбито разом з родиною.